# Le creature di Prometeo
Le creature di Prometeo (Die Geschöpfe des Prometheus) è un balletto eroico-allegorico in due atti musicato da Ludwig van Beethoven tra il 1800 e la metà del 1801, per la coreografia di Salvatore Viganò. Costituisce l'op. 43 del catalogo beethoveniano.

## Storia
Beethoven, anche se non aveva mai realizzato musica per balletto, nel 1800 ebbe l'incarico da parte del Teatro imperiale di Vienna di scrivere la partitura per un soggetto coreografico, intitolato inizialmente Gli uomini di Prometeo, su libretto ideato da Salvatore Viganò.
Si tratta dell'unico balletto propriamente detto composto da Beethoven; il musicista scrisse una partitura che risultò in tutto aderente alle esigenze coreografiche, ma al tempo stesso la struttura prettamente sinfonica del lavoro influenzò non poco la coreografia di Viganò.
Il balletto debuttò al Burgtheater di Vienna il 28 marzo 1801. Interpreti furono Maria Casentini e Salvatore Viganò (le creature), Ferdinando Gioia (Bacco), Cesari (Prometeo), M.lle Brendi. L'accoglienza fu piuttosto tiepida alla prima rappresentazione, con diverse recensioni negative. Vi furono ventotto repliche fra il 1801 e il 1802, dopo di che venne dimenticato con l'eccezione dell'ouverture che visse una vita indipendente come pezzo da concerto. Viganò riprese la rappresentazione dopo dodici anni rimaneggiandola e presentandola al Teatro alla Scala con il semplice titolo di Prometeo, arricchendola inoltre con una grande quantità di personaggi; interprete principale fu la celebre ballerina Amalia Brugnoli. Il coreografo ebbe però l'ardire di interpolare alla partitura di Beethoven, ridotta a soli quattro brani, musiche di Haydn, Mozart e anche proprie.
Il libretto originale è andato perduto, mentre è rimasto il programma teatrale della prima rappresentazione che fornisce diverse linee generali sull'argomento del balletto; grazie a questo e a una descrizione a opera di Carlo Ritorni nel suo testo su Viganò si è potuto ricostruire con discreta approssimazione la trama dell'opera.
Il finale contiene, in forma di rondò, il tema con variazioni che chiuderà la Sinfonia n. 3 "Eroica", e il tema delle Quindici variazioni op. 35 per pianoforte.

## Trama
L'argomento si rifà alla tradizionale leggenda di Prometeo. Il titano, avendo riscontrato che l'umanità si trovava in uno stato di profonda ignoranza, pensò di prendere provvedimenti. Modellò due Creature con della creta infondendo loro la vita grazie a un fulmine rubato dal cielo; esse erano però prive di sentimenti e di raziocinio; non riuscendo a farsi seguire, Prometeo, deluso, pensò in un primo momento di distruggerle, ma il dio Pan lo convinse a portare le Creature sul monte Parnaso per renderle migliori grazie alle Arti. Prometeo venne quindi ricevuto da Apollo che si dedicò a educare le Creature. Orfeo fece loro conoscere la Musica, Melpomene e Talia si occuparono della Tragedia e della Commedia, Tersicore e Pan fecero loro conoscere la Danza e infine Bacco che guiderà le danze per esaltare il trionfo delle Arti.

## Struttura
La partitura è costituita dall'Ouverture e da sedici movimenti:
Ouverture: Adagio. Allegro molto con brio (Do maggiore)
1. Poco adagio (Do maggiore)
2. Adagio (Fa maggiore)
3. Allegro vivace (Fa maggiore)
4. Maestoso. Andante (Re maggiore)
5. Adagio (Si bemolle maggiore)
6. Un poco adagio. Allegro (Sol maggiore)
7. Grave (Sol maggiore)
8. Marcia. Allegro con brio (Re maggiore)
9. Adagio (Mi bemolle maggiore)
10. Pastorale. Allegro (Do maggiore)
11. Andante (Do maggiore)
12. Maestoso (Do maggiore)
13. Allegro (Re maggiore)
14. Andante (Fa maggiore)
15. Andantino (Si bemolle maggiore)
16. Allegretto (Mi bemolle maggiore)

## Organico
Due flauti, due oboi, due clarinetti, un corno di bassetto, due fagotti, due corni, due trombe, timpani, arpa e archi.
Peculiarità della strumentazione di questo lavoro è l'insolita presenza di arpa e corno di bassetto, in quanto si tratta di un caso unico nell'intero repertorio del compositore.

## Altre realizzazioni coreografiche
- Serge Lifar il 30 dicembre  1929 all'Opéra di Parigi mise in scena una nuova versione del balletto con soggetto proprio; interpreti furono Olga Spesivceva, Suzanne Lorcia, Serge Lifar, Serge Peretti; scene di François Quelvée.
- Aurel Milloss, riprendendo la coreografia di Viganò, realizzò il balletto il 23 settembre 1933 a Augsburg allo Stadtliche Tanzbühne, quindi al Teatro dell'Opera di Roma nel 1940  e al Teatro alla Scala nel 1952 con scene di Salvatore Fiume
- Frederick Ashton mise in scena Le creature di Prometeo con soggetto proprio a Bonn al Theater der Stadt il 6 giugno 1970 con il Royal Ballet
- Una versione completamente rimaneggiata venne allestita dal regista Beppe Menegatti nel 1970 e messa in scena al Teatro Margherita di Genova; interpreti Carla Fracci, Amedeo Amodio, Loredana Furno, Mrinalini Sarabhai e Milorad Miskovitch che realizzò anche la nuova coreografia.[2]